# Antuerta
La playa de Antuerta se sitúa junto a la playa de Cuberris, en el municipio de Bareyo, comunidad autónoma de Cantabria (España), encajada en un acantilado. Es muy frecuentada por surfistas.